# Trappistenabtei Reichenburg

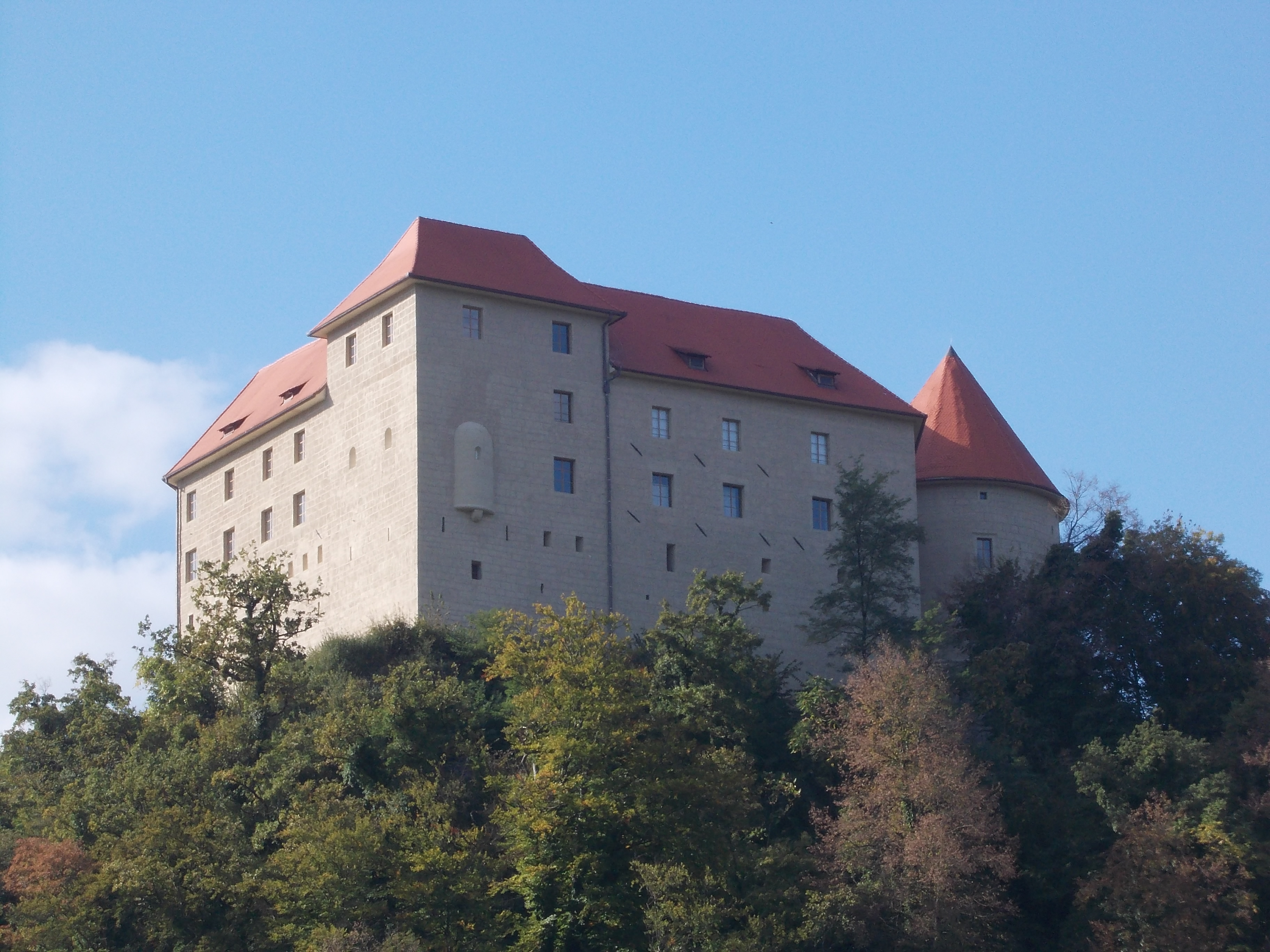
Reichenburg (2013)

Die Trappistenabtei Reichenburg (auch: Rajhenburg, Brestanica oder Délivrance) war von 1881 bis 2004 ein Kloster der Trappisten in der  Reichenburg in Brestanica, nahe Krško, in Slowenien.

## Geschichte
Als sich die französische Trappistenabtei Notre-Dame des Dombes von der klosterfeindlichen Dritten Republik bedrängt sah, suchte sie nach Exilmöglichkeiten und gründete 1881 mit der finanziellen Hilfe des Oblaten Gabriel Giraud (1836–1899) an der Save 40 km nordwestlich Zagreb auf der Reichenburg (im damaligen Österreich-Ungarn) das Kloster Notre-Dame de la Délivrance („Maria Erlösung“), das 1885 zum selbständigen Priorat und 1891 zur Abtei erhoben wurde. Von den Mönchen, die mit den neuesten Methoden und Hilfsmitteln Landwirtschaft und Weinbau betrieben, industriell Schokolade und Likör herstellten und eine Druckerei einrichteten, ging in der Gegend ein echter Zivilisationsschub aus.
Die politische Instabilität der Region bewog das Kloster 1934 zur Aussendung von Mönchen nach Algerien, wo sie begannen, das Kloster Notre-Dame de l’Atlas aufzubauen, dessen offizielle Gründung 1938 durch das Kloster Aiguebelle erfolgte. 1941 lösten die deutschen Besatzer das Kloster Reichenburg auf und wandelten es in ein Deportationslager um. Die ins Kloster Mariastern ausgewichenen Mönche konnten nach dem Abzug der Deutschen in die Reichenburg zurückkehren, wurden aber schon 1947 durch die Kommunisten erneut vertrieben. Sie lebten bis 1963 in der Zerstreuung, kamen zwar von 1963 bis 1965 noch einmal in Radmirje (Frattmannsdorf), Ortsteil von Ljubno, zusammen, gingen aber wieder auseinander. Mit dem Tod des letzten Mönchs im Jahre 2004 hörte das Kloster offiziell auf zu bestehen.

### Obere, Prioren und Äbte
- Bernard Sirvain (1880–1885)
- Jean-Baptiste Epalle (1885–1910)
- Placide Epalle (1910–1940)
- Pius Novak (1940–1982)